# 谷口雅美
谷口 雅美（たにぐち まさみ、1976年9月17日 - ）は、日本の元女子バレーボール選手、スタッフ。

## 来歴
宮崎県宮崎市出身。小学校4年生からバレーボールを始める。宮崎日大高校を経て1995年、小田急ジュノー入団。1999年小田急休部に伴い日立ベルフィーユに移籍するが、2001年日立廃部に伴いJTマーヴェラスへ移籍。第5回V1リーグから第12回Vリーグまで主将を務めた。
強烈なジャンプサーブと高さのあるスパイクを武器に、2006-07Vプレミアリーグにおいて、日本人最多得点を挙げる活躍でチーム初のリーグ準優勝に貢献。ベスト6を受賞した。その後も国内では得点を量産する活躍で、第57回黒鷲旗大会で敢闘賞を受賞、同大会から3大会連続でベスト6賞を獲得した。
2009年には10年ぶりに全日本代表に抜擢され、同年のワールドグランプリに出場した。2011年、2010-11Vプレミアリーグで念願だったリーグ制覇を達成し、第60回黒鷲旗大会との2冠を果たした。
2013年4月22日、チームより2012-2013シーズン限りで現役を引退することが発表され、第62回黒鷲旗全日本男女選抜バレーボール大会が選手としての最後の舞台となった。
2020-21シーズンより、JTマーヴェラスのゼネラルマネージャーに就任した。
2024年、広島サンダーズのゼネラルマネージャーに就任した。

## 人物・エピソード
- 明るいキャラクターからファンも多く、多くのファンから隊長と呼ばれている。（チーム発行パンフレットより）
- ニックネームの由来は宮崎県の果物「日向夏（ヒュウガナツ）」のナツから。
- チャレンジリーグ・健祥会レッドハーツに所属していた谷口由美恵は実姉である。
- 日立が休部した際、移籍を目指していたが、JTからしか声が掛からなかった。ちなみに、その当時JTの監督を務めていたのは、谷口を小田急時代に指導していた一柳昇である。

## 所属チーム
- 宮崎日大高等学校
- 小田急ジュノー（1995-1999年）
- 日立ベルフィーユ（1999-2001年）
- JTマーヴェラス（2001-2013年）

## 球歴
- 全日本代表 - 1999年、2009年

## 受賞歴
- 2003年 - 第5回V1リーグ 最優秀選手賞
- 2003年 - 第52回黒鷲旗全日本選手権 ベスト6
- 2004年 - 第53回黒鷲旗全日本選手権 敢闘賞、ベスト6
- 2007年 - 2006-07Vプレミアリーグ ベスト6
- 2008年 - 第57回黒鷲旗全日本選抜バレーボール大会 敢闘賞、ベスト6
- 2009年 - Vリーグ栄誉賞（長期活躍選手）
- 2009年 - 第58回黒鷲旗全日本選抜バレーボール大会 ベスト6
- 2010年 - 第59回黒鷲旗全日本選抜バレーボール大会 ベスト6
- 2012年 - 第61回黒鷲旗全日本選抜バレーボール大会 ベスト6